# Tinajas
Tinajas – gmina w Hiszpanii, w prowincji Cuenca, w Kastylii-La Mancha, o powierzchni 46,89 km². W 2011 roku gmina liczyła 289 mieszkańców.